# 大津地方検察庁
大津地方検察庁（おおつちほうけんさつちょう）は、滋賀県大津市にある日本の地方検察庁の一つで、滋賀県を管轄している。略称は、大津地検（おおつちけん）。彦根、長浜に支部を置いている。

## 所在地
- 本庁 - 大津市京町3丁目1-1 法務合同庁舎　北緯35度0分14.7秒 東経135度51分58.6秒 / 北緯35.004083度 東経135.866278度
JR東海道線 大津駅北口から徒歩3分
- 彦根支部 - 彦根市金亀町5-43　北緯35度16分25.9秒 東経136度15分7.1秒 / 北緯35.273861度 東経136.251972度
JR東海道線・近江鉄道 彦根駅から徒歩15分
- 長浜支部 - 長浜市南呉服町6-22　北緯35度22分51.8秒 東経136度15分53.2秒 / 北緯35.381056度 東経136.264778度
JR北陸線 長浜駅から徒歩3分

## 管轄
- 本庁
  - 大津区検察庁（大津市、草津市、守山市、栗東市、野洲市）
  - 高島区検察庁（高島市）
  - 甲賀区検察庁（甲賀市、湖南市）
- 彦根支部
  - 彦根区検察庁（彦根市、犬上郡、愛知郡）
  - 東近江区検察庁（東近江市、近江八幡市、蒲生郡）
- 長浜支部
  - 長浜区検察庁（長浜市、米原市）

## 事件
- 昭和25年（1950年）12月1日 - 大津地方検察庁襲撃事件
- 平成15年（2003年）- 湖東記念病院事件